# 바람의아이들
바람의아이들은 2003년 7월에 설립된 대한민국의 출판사이다. 한국 아동문학에 새 물꼬를 터나갈 신인을 발굴하고 육성하고자 설립된 어린이·청소년 문학 전문 출판사이다. 작가의 등장과 성장을 응원할 뿐만 아니라 독자, 편집자, 사서, 교사 등 좋은 사람들과 교류하면서 아동문학의 발전을 꾀하고 있다. 2021년 새롭게 런칭한 브랜드, '바람북스(BARAMBOOKS)를 통해 전연령을 대상으로 하는 도서를 출판하고 있다

## 연혁
- 2003년 7월 바람의아이들 설립(대표 최윤정
- 2004년 1월높새바람 시리즈『64의 비밀』로 첫번째 도서 출간, 공식 다음 카페 ‘미래의 독자’ 개설
- 2004년 4월 반올림 시리즈 『어느 날 내가 죽었습니다』 출간
- 2004년 9월 알맹이 그림책『진짜 동생』출간
- 2005년 3월 돌개바람  시리즈『선생님이 모르는 것』출간
- 2008년 10월 프랑스 아동문학가 수지 모건스턴 초청, 바깥바람 시리즈 『글쓰기 다이어리』 출간
- 2010년 5월 대표 최윤정, 프랑스 정부로부터 문화예술 공로훈장 '슈발리에' 서훈
- 2010년 10월 반올림『가족입니까』로 100번째 도서 출간
- 2012년 6월 프랑스 아동문학가 미카엘 올리비에 초청
- 2017년 10월 대표 최윤정, 출판문화발전 유공자 시상식에서 문화체육관광부 장관 표창장 수상
- 2018년 8월 돌개바람 『젓가락 달인』 초등학교 4학년 2학기 국어교과서 수록
- 2019년 1월 바람의아이들 공식 홈페이지 오픈